# Competencia intercultural
La competencia intercultural es la habilidad de comunicarse con otras personas de diferentes culturas y describe la interacción entre dos o más individuos de tal manera que ninguno se encuentre por encima del otro favoreciendo la convivencia armónica de todos ellos.

## Efectos de la comunicación intercultural
Los efectos de la comunicación intercultural sirven para mejorar la adaptación social de unas personas con otras, incrementa la idoneidad profesional y, sobre todo, la salud psicológica ya que, en ocasiones, aunque cultivamos cuerpo y alma, el alma pasa a un segundo plano. Estos efectos son dimensiones psicológicas, sociales y profesionales que son los principales campos que hemos recogido anteriormente.
La adaptación genera una sensación de bienestar y seguridad para aquellas personas que la experimentan. Una transformación interna de un individuo se produce cuando se adquieren aptitudes en un nuevo entorno cultural para sentirse bien y acogido por los demás.  Dichos cambios requieren: aspectos afectivos, emocionales y aspectos relacionados con el comportamiento que permitirán apreciar la capacidad y habilidad de la persona para relacionarse y hacer frente a los retos y oportunidades que surgen en una cultura determinada.

## Indicadores para evaluar el nivel de adaptación intercultural
Según Kim (1988) los indicadores para evaluar el nivel de adaptación intercultural son:
1. La actitud positiva hacia la sociedad de acogida
2. El conocimiento de la lengua de la cultura de acogida
3. La motivación respecto a la adaptación
4. La participación en redes relacionales de la sociedad de acogida
5. El uso de los medios de comunicación

## Integración cultural
Una persona con competencia cultural dispone de los recursos y capacidades suficientes para lograr mantener un equilibrio entre su propia identidad y el desempeño funcional con otros grupos culturales. Por tanto, se puede afirmar que la competencia cultural favorece la integración cultural según el modelo bidimensional que desarrollaron Berry, Trimble y Olmedo en 1986.
Además, no podemos olvidar, que Piontkowky, Florack, Hoelker y Obdrzálek sostenían la importancia de la influencia del rango de los diferentes grupos culturales a la hora de valorar e interpretar el grado de integración que pueda llegar a alcanzarse, sobre todo desde la perspectiva del grupo cultural dominante.
Estos autores estimaron que la integración cultural es más fácil de lograr cuando los miembros de la cultura dominante aceptan que los grupos de la cultura no dominante mantienen su propia herencia cultural y cuando les estimulan y permiten tomar parte activa de la sociedad, estableciendo relaciones más o menos estrechas con ellos. Desde el grupo no dominante, la integración es más fácil, cuando sus miembros están interesados en mantener sus propias raíces e identidad cultural. Al mismo tiempo estos individuos apoyan y refuerzan el establecimiento de relaciones con el grupo dominante.
Sin embargo, es posible, que estas condiciones favorables no se lleven a cabo y que dicha integración no se produzca. Por lo tanto, la persona, de forma individual, deberá sacar partido a su propia competencia para lograr superar presiones y obstáculos tanto del grupo dominante como del grupo minoritario.

## Salud psicológica propia
La salud psicológica se refiere a la integración en uno mismo de los diversos componentes cognitivos, afectivos y conductuales tanto propios como del nuevo entorno. De lo contrario, una inadaptación puede generar desórdenes psíquicos o psicológicos derivados de un inadecuado equilibrio entre dichos componentes.
Algunos de los efectos del choque cultural que pueden manifestarse son: la autoimagen negativa, la baja autoestima, el aislamiento social, la insatisfacción en general,…  (Torbiorn, 1982). Diferentes aspectos que de no tener ninguno a lo largo de nuestra vida no podríamos alcanzar jamás la plena felicidad.
Por otro lado, el estrés generado por el choque cultural, es decir, el sentido de frustración interna o desintegración que puede experimentar la persona; frecuentemente se manifiesta en hostilidad y agresividad.
Un ejemplo muy claro que utiliza Torbiorn en su hipótesis de frustración-agresión es el  ejemplo con el extranjero que decide por motivos económicos, culturales, profesionales,… trasladarse a un país diferente del de su residencia habitual por un periodo más largo que un año y que experimenta la necesidad de adaptarse y no puede lograrlo.
Este individuo sufre, por diversos motivos, dicho estado de frustración que se manifiesta en agresividad y hostilidad hacia el otro grupo, con el que, en cierta medida, revoca, rechaza y devalúa dicha necesidad, paliando así su propia frustración.    

## Bases psicosociales de las relaciones interculturales
Existen variables de tipo etnográficas (nacionalidad, etnia, lenguaje o religión) pueden afectar de forma notable en el individuo. Sin embargo, es esencial, centrarse en el objetivo final que es la adaptación de la persona y de su grupo social al entorno en el que viven.
Todos estos aspectos, que en diversas ocasiones, los tomamos como obvios determinan tanto la relación social como otros aspectos más individuales de la persona tanto en la vida privada como en el desempeño de una actividad profesional.
Es obvia la influencia de la cultura en la persona (identidad, visión del mundo, deseos, valores, expectativas,...) en el ejercicio de su rol social (como pintor, como director, como alumno,… ) y el modo de relacionarse (con iguales, con la autoridad, en la esfera pública, en la privada,… )
Diversos autores como Hofstede, Trompenaars, Hampden-turner, Bond y Hall han caracterizado estas influencias en forma de modelos culturales con los que se pueden, comprender y analizar las diferentes culturas para facilitar el conocimiento, la comprensión e interacción con las personas pertenecientes a las mismas.
Además, la revisión de la literatura ha servido para demostrar como en las relaciones interculturales, es decir, la situación en la que personas de diversas culturas entran en contacto, se activan una serie de procesos psicológicos y sociales que determinan la naturaleza y resultado de las mismas; sin olvidar, la incertidumbre que experimentan las personas al actuar en contextos culturales no propios.
Dicha incertidumbre o preocupación puede deberse a la posibilidad de no ser suficientemente capaces para desenvolverse, preocupación para no salir perjudicado de un conflicto, preocupación por poder ser víctima de malos entendidos,…
La ansiedad generada por todas estas posibilidades puede crear dificultades que imposibiliten dicha relación. Por esta razón, Gudykunst desarrolló la teoría de AUM sobre la gestión de dicha ansiedad ocasionada por la incertidumbre y que junto a los conocimientos sobre modelos culturales actúa como factor clave de competencia intercultural.
Para terminar, decir que la persona con competencia intercultural  debe ser capaz de evaluar y ordenar los aspectos de su propia conducta profesional, de las conductas de las otras personas con las que ha de relacionarse y los requisitos del trabajo y la organización desde la perspectiva de la cultura. Siendo capaz de dar respuesta a dichos requerimientos (técnicos, sociales e institucionales) mediante conductas fruto de la reflexión, la comprensión y la sensibilidad intercultural.

## Competencia profesional desde la cualificación profesional
Echeverría (2002) analizó el impacto de las grandes transformaciones estructurales (tanto de la tecnología, la economía o de la propia dinámica social) sobre los procesos de producción o sobre la prestación de servicios y las estructuras organizativas; siendo éstos, las bases que determinan los requerimientos a los que la persona ha de dar respuesta mediante su competencia profesional. Estos requerimientos van más allá de la propia capacidad técnica y comportan una serie de actitudes y conductas en las que la relación interpersonal, la participación, el aprendizaje permanente y el interés por el otro son elementos clave para el éxito profesional.
Finalmente citar que los propios conocimientos, habilidades y actitudes por parte de la persona se deben de agrupar internamente para que pueda llevar a cabo una determinada función o tarea, superar los posibles retos y dificultades que puedan surgir de manera autónoma y flexible y colaborar con sus compañeros y compañeras de trabajo participando en su entorno profesional.